# Олешино
Олешино (бел. Алешына) — деревня в Воропаевском сельсовете Поставского района Витебской области Белоруссии.

## География
Деревня расположена в 32 км от города Поставы и в 2 км от Воропаево.

## История
В 1861 году — имение в Лучайской волости Вилейского уезда Виленской губернии.
С октября 1920 года — в составе Срединной Литвы.
В результате советско-польской войны 1919—1921 гг. деревня оказалась в составе Лучайской гмины Дуниловичского повета Виленского воеводства (II Речь Посполитая).
В сентябре 1939 года деревня была присоединена к БССР силами Белорусского фронта РККА.
С 1940 г. — в Дуниловичском сельсовете Дуниловичского района Вилейской области БССР.
С 1958 по 1972 гг. в деревне работала гидроэлектростанция.
В 1963 году — 12 дворов, 45 жителей.
В 2001 году — 1 дом, 1 житель, в составе совхоза «Воропаево».